# Gustavo Saba
Gustavo Saba Rodríguez (nacido el 24 de julio de 1979) es un piloto de rally paraguayo. El argentino Diego Cagnotti es su lector de mapas.
Saba debutó en el Campeonato Mundial de Rally en el Rally de Argentina 2012 en un Mitsubishi con su compatriota Víctor Aguilera como lector de mapas. El resultado en ese momento fue una suspensión. Saba logró sus primeros puntos en el Mundial en su cuarta carrera, el Rally de Argentina de 2015.
Saba ha ganado en varias ocasiones el Campeonato Sudamericano de Rally.